# Face to Face (groupe)
Pour les articles homonymes, voir Face to Face.
Face to Face est un groupe punk rock, américain, originaire de Victorville, en Californie, formé en 1991 par le chanteur Trever Keith. Initialement connu sous le nom de Zero Tolerance, Keith est le seul membre d'origine restant du groupe. Le groupe est signé au label Dr. Strange Records, puis avec Fat Wreck Chords. Face to Face atteint son pic de popularité avec son album Big Choice.
Face to Face se sépare officiellement en septembre 2004, à la suite de divergences musicales. Dès lors, les membres jouent dans des projets post-Face to Face, comme Legion of Doom, Me First and the Gimme Gimmes, The Offspring et Saves the Day. En avril 2008, Face to Face joue pour la première fois depuis quatre ans au Glasshouse de Pomona, en Californie. Le groupe continue ses performances, et fait paraître un septième album, Laugh Now, Laugh Later, le 17 mai 2011. Au fil de sa carrière, Face to Face a vendu plus de 750 000 albums dans le monde.

## Discographie
- 1992 : Don't Turn Away
- 1994 : Big Choice
- 1996 : Face to Face
- 1999 : Ignorance is Bliss
- 1999 : Standards & Practices (réédité en 2001)
- 2000 : Reactionary
- 2002 : How to Ruin Everything
- 2011 : Laugh Now, Laugh Later
- 2013 : Three Chords and a Half Truth
- 2016 : Protection
- 2021 : No Way out but Through